# Christine Stanton
Christine Stanton (Christine Frances „Chris“ Stanton, geb. Annison; * 12. Dezember 1959 in Cottesloe Town) ist eine ehemalige australische Hochspringerin.
1977 wurde sie beim Weltcup in Düsseldorf Sechste.
Nachdem sie verletzungsbedingt bei den Commonwealth Games 1978 in Edmonton fehlte, kam sie bei den Olympischen Spielen 1980 in Moskau auf den sechsten Platz.
1981 wurde sie Vierte beim Weltcup in Rom, 1982 gewann sie Silber bei den Commonwealth Games in Brisbane, und 1983 schied sie bei den Weltmeisterschaften in Helsinki in der Qualifikation aus.
Nach einem elften Platz bei den Olympischen Spielen 1984 in Los Angeles und einem fünften Platz beim Weltcup 1985 in Canberra siegte sie 1986 bei den Commonwealth Games in Edinburgh.
Bei den Weltmeisterschaften 1987 in Rom kam sie nicht über die erste Runde hinaus, und bei den Olympischen Spielen 1988 in Seoul wurde sie Siebte.
Achtmal wurde sie Australische Meisterin im Hochsprung (1976, 1977, 1980, 1981, 1983, 1985–1987) und einmal im Weitsprung (1981).

## Bestleistungen
- Hochsprung: 1,96 m, 26. Januar 1985, Adelaide
- Weitsprung: 6,40 m, 21. März 1981, Adelaide
- Siebenkampf: 5938 Punkte, 4. März 1985, Perth